# Rodakowe
Rodakowe (ukrainisch Родакове; russisch Родаково Rodakowo) ist eine Siedlung städtischen Typs im Süden der ukrainischen Oblast Luhansk mit etwa 6200 Einwohnern.
Der Ort gehört administrativ zum Rajon Slowjanoserbsk, das Rajonszentrum Slowjanoserbsk liegt 16 Kilometer nördlich und die Oblasthauptstadt Luhansk liegt 21 Kilometer östlich der Ortschaft. Zur gleichnamigen Siedlungsratsgemeinde gehören auch noch die Dörfer Howorucha (Говоруха), Samostja (Замостя), Krasnyj Lutsch (Красний Луч), Nowodatschne (Новодачне) und Suchodil (Суходіл).
Rodakowe wurde in den 1880er Jahren als Bahnhofssiedlung für die 1878 eingeweihte Bahnstrecke gegründet und erhielt 1938 den Status einer Siedlung städtischen Typ erhoben. Seit Sommer 2014 ist der Ort im Verlauf des Ukrainekrieges durch Separatisten der Volksrepublik Lugansk besetzt. Im Ort treffen sich die beiden Bahnstrecken Jassynuwata–Millerowo und Siwersk–Lichaja.

## Persönlichkeiten
- Oleksandr Ljaschko, ukrainisch-sowjetischer Politiker